# Zombori Ödön
Zombori Ödön, eredetileg Janicsek Ödön (Szenta, 1906. szeptember 22. – Budapest, 1989. november 29.) olimpiai bajnok birkózó. Testvére Zombori Gyula birkózó olimpikon.

## Élete
Szülőfalujából családjával Budapestre költöztek. Az Elektromos művek alkalmazottja (díjbeszedő, írnok). Az anyagi nehézségek elől 1948-ban az Egyesült Államokba, majd Argentínába költözött. 1956-os melbourne-i olimpián az argentin csapat edzője volt.
1985-ben tért vissza Európába. Útközben agyvérzést kapott. Haláláig Budapesten ápolták.

## Pályafutása
Az MTK, az Elektromos, majd a MAC egyesületek birkózójaként sportolt. Szabadfogásban és kötöttfogásban egyaránt versenyzett és ért el eredményeket. Három olimpián vett részt és mindhármon pontszerző helyen végzett. Az 1936. évi nyári olimpiai játékokon, Berlinben olimpiai bajnoki címet szerzett. Az újkori olimpiai játékok történetében ő szerezte a magyar csapat huszonhatodik aranyérmét és a magyar birkózósport negyedik olimpiai bajnoki címét.
A második világháború után Argentínában telepedett le, és birkózóedzőként tevékenykedett. Az 1956. évi nyári olimpiai játékokon, Melbourne-ben ő volt az argentin válogatott edzője. Ezután Los Angelesben élt, majd 1985-ben visszatért Magyarországra.
A képen a kezében látható fa ma is áll Budapesten, a Hűvösvölgyben.

## Sporteredményei
- olimpiai bajnok (1936: szabadfogás, légsúly)
- olimpiai 2. helyezett (1932: szabadfogás, légsúly)
- olimpiai 5. helyezett (1928: kötöttfogás, légsúly)
- háromszoros Európa-bajnok (1931: szabadfogás, légsúly ; 1933: kötöttfogás, légsúly ; 1933: kötöttfogás, légsúly)
- Európa-bajnoki 2. helyezett (1934: kötöttfogás, légsúly)
- Európa-bajnoki 3. helyezett (1930: kötöttfogás, pehelysúly)
- Európa-bajnoki 5. helyezett (1931:kötöttfogás, pehelysúly)